# Omphalogramma
Omphalogramma es un género  de plantas  perteneciente a la familia de las primuláceas.  Comprende 17 especies descritas y de estas, solo 9 aceptadas.

## Taxonomía
El género fue descrito por Adrien René Franchet y publicado en Bulletin de la Société Botanique de France 45: 178–179. 1898[1898].

## Especies aceptadas
A continuación se brinda un listado de las especies del género Omphalogramma aceptadas hasta noviembre de 2013, ordenadas alfabéticamente. Para cada una se indica el nombre binomial seguido del autor, abreviado según las convenciones y usos.
- Omphalogramma brachysiphon W.W. Sm.
- Omphalogramma delavayi (Franch.) Franch.
- Omphalogramma elegans Forrest
- Omphalogramma elwesianum (King ex Watt) Franch.
- Omphalogramma forrestii Balf. f.
- Omphalogramma minus Hand.-Mazz.
- Omphalogramma souliei Franch.
- Omphalogramma tibeticum H.R. Fletcher
- Omphalogramma vinciflorum (Franch.) Franch.